# Trude Marstein
Trude Marstein, född 18 april 1973 i Tønsberg, är en norsk författare och översättare.
Marstein har genomgått en författarutbildning vid Høgskolen i Telemark och har även studerat pedagogik, psykologi och litteraturvetenskap vid Universitetet i Oslo. Hon debuterade 1998 med prosatextsamlingen Sterk sult, plutselig kvalme, för vilken hon tilldelades Tarjei Vesaas debutantpris. Hon är syster till redaktören Kari Marstein.

## Priser och utmärkelser
- Tarjei Vesaas debutantpris 1998 för Sterk sult, plutselig kvalme
- Sult-priset 2002
- Vestfolds litteraturpris 2002
- Doblougska priset 2004
- Kritikerpriset 2006
- P O Enquists pris 2007